# Peigneur
Peigneur (ang. Lake Peigneur) – jezioro w Stanach Zjednoczonych, w stanie Luizjana, w parafii Iberia, drastycznie przekształcone w wyniku katastrofy spowodowanej przez człowieka w 1980 roku.
Powierzchnia jeziora wynosi 4,55 km². Jezioro położone jest około 2 km na północ od miasta Delcambre, niecałe 20 km od wybrzeża Zatoki Meksykańskiej, z którym jezioro połączone jest poprzez kanał Delcambre i sieć rzeczną. Lustro wody znajduje się na poziomie morza. Średnia głębokość jeziora wynosi 1 m, uzależniona jest od pływów morskich.
Pod powierzchnią jeziora znajdują się złoża soli kamiennej oraz ropy naftowej. 20 listopada 1980 roku podczas wykonywania odwiertu w dnie jeziora, w wyniku błędów pomiarowych wiertło przebiło strop korytarza czynnej kopalni soli. Kopalnia została zalana wodą i ostatecznie uległa zawaleniu, tworząc 60-metrowe zagłębienie w dnie jeziora. Spływająca woda utworzyła wir wodny, wciągający na dno platformę wiertniczą i znajdujące się na jeziorze barki. Zapadło się 26 ha nadbrzeżnego lądu. Przez cztery kolejne dni opróżnione jezioro napełniło się wodą morską, napływającą kanałem Delcambre, tworząc krótkotrwały wodospad o wysokości 15 metrów. Nie było ofiar wśród ludzi – uratowała się zarówno załoga platformy wiertniczej jak i 55 przebywających pod ziemią górników. Napływ wody morskiej doprowadził do stałego zasolenia jeziora.